# 墨西哥灣副鱗魨
墨西哥灣副鱗魨為輻鰭魚綱魨形目鱗魨亞目鱗魨科的其中一種，為熱帶海水魚，分布於東太平洋墨西哥至智利海域，棲息深度3-36公尺，本魚體呈橢圓形且側扁，皮膚厚，有大的板狀鱗片，嘴巴小，位於端位，牙齒堅固且突出，每顎有8個，口鼻部在下顎後方有裸露的無鱗區域，體長可達100公分，棲息在淺水礁石區或沙底質海域，以軟體動物、甲殼類、海膽等為食，生活習性不明。